# Associazione Calcio Savona 1933-1934
Questa voce raccoglie le informazioni riguardanti l'Associazione Calcio Savona nelle competizioni ufficiali della stagione 1933-1934.

## Rosa
| N. |                   | Ruolo | Calciatore          |
| -- | ----------------- | ----- | ------------------- |
|    | Italia (bandiera) | C     | Armando Argenti     |
|    | Italia (bandiera) | C     | Vessillo Bartoli    |
|    | Italia (bandiera) | C     | Giorgio Borgo       |
|    | Italia (bandiera) | A     | Giuseppe Calcagno   |
|    | Italia (bandiera) | C     | Angelo Canepa       |
|    | Italia (bandiera) | A     | Giuseppe Caviglione |

| N. |                   | Ruolo | Calciatore          |
| -- | ----------------- | ----- | ------------------- |
|    | Italia (bandiera) | D     | Eugenio Della Valle |
|    | Italia (bandiera) | A     | Giuseppe Grosso     |
|    | Italia (bandiera) | D     | Pietro Pantani      |
|    | Italia (bandiera) | D     | Pietro Poccardi     |
|    | Italia (bandiera) | P     | Francesco Toscano   |
|    | Italia (bandiera) | C     | Giovanni Vanara     |